# Matthias Aebischer
Pour les articles homonymes, voir Aebischer.
Matthias Aebischer, né le 18 octobre 1967 à Schwarzenburg (originaire de Guggisberg), est un journaliste et une personnalité politique suisse, membre du Parti socialiste.
Il est député du canton de Berne au Conseil national de décembre 2011 à mars 2025 et membre du Conseil communal de Berne depuis 2025, où il est responsable des constructions, des transports et des espaces verts.

## Biographie
Matthias Aebischer naît le 18 octobre 1967 à Schwarzenburg, dans le canton de Berne. Il est originaire de Guggisberg, dans le même arrondissement administratif.
Il suit l'école à Schwarzenburg puis le programme de formation des enseignants de l'État, à Berne[réf. souhaitée]. De 1988 à 1990, il est enseignant à Gléresse. En 1990, il commence sa carrière journalistique, tout d'abord à la radio Förderband (de), puis, à partir de 1992 à la Schweizer Radio DRS.
De 1994 à 1999, il travaille à la rédaction du département des sports de la Schweizer Fernsehen. Par la suite, entre 1999 et 2006, il est rédacteur et animateur pour le journal télévisé et l'émission Kassensturz. Du 1er août 2006 au 20 janvier 2009, il anime une émission de discussion nommée Club. Il travaille ensuite comme reporter pour le journal télévisé de 2009 à 2011[réf. souhaitée].
Il est chargé de cours de 2011 à 2015 à l'Université de Fribourg en sciences des médias et des communications. De plus, il enseigne le journalisme et la communication des organisations à la Haute école de sciences appliquées de Zurich[réf. souhaitée].
Divorcé, il est père de quatre filles, dont la plus jeune avec sa compagne Tiana Angelina Moser, conseillère aux États vert’libérale zurichoise.

## Parcours politique
Il se porte candidat au Conseil national en 2011, et doit en conséquence quitter son poste à la télévision alémanique. Il est élu conseiller national pour le canton de Berne le 23 octobre 2011 et réélu en 2015, 2019 et 2023. Il y est membre de la Commission de la science, de l'éducation et de la culture (CSEC), qu'il préside de fin 2013 à fin 2015, de la Commission judiciaire (CJ), qu'il préside depuis fin 2021, de la Commission des transports et des télécommunications (CTT) depuis mai 2018 et de la Commission des affaires juridiques de mai 2018 à décembre 2019.
Il se porte candidat en septembre 2023 à la succession d'Alain Berset au Conseil fédéral, mais n'est pas retenu comme candidat officiel par son parti. Il est élu en novembre 2024 au Conseil communal (exécutif) de la ville de Berne. Il entre en fonction le 1er janvier 2025, à la tête des constructions, des transports et des espaces verts, et démissionne de son mandat au Conseil national pour le 3 mars 2025. 

## Profil politique
Il se profile principalement dans les domaines de la culture, du sport et de la formation.
Il est jugé d'un caractère agréable et rassembleur, mais se voit aussi reprocher son manque de présence sur les gros dossiers.

## Autres fonctions
Il est élu président de l'association Cinésuisse le 6 août 2012 et président de Pro Velo Suisse le 29 avril 2017. Il occupe ce dernier poste jusqu'au 30 novembre 2024.
Il est également président du Grand Prix de Berne depuis 2011.

## Publications
- TV machen. Minihandbuch für angehende Journalistinnen und Journalisten, Berne, Selbstverlag, 2004, 72 p. (ISBN 3-033-00140-8)